# 野村武史
野村 武史（のむら たけし、1919年4月5日 - 1985年1月29日）は、岐阜県出身のプロ野球選手（投手）。政治家、元千葉県船橋市議会議員。
パ・リーグ初の最高勝率を獲得している。

## 経歴
名古屋橘尋常高等小学校卒業。岐阜商業学校では1936年夏の第22回全国中等学校優勝野球大会に出場し、5番打者・中堅手として優勝。エース投手の松井栄造を温存した3試合では先発投手も務め、1回戦と準々決勝の2試合を完投して優勝に貢献した。最上級生となった1938年夏の第24回全国中等学校優勝野球大会では3番を打ち、後輩の大島信雄との投手二枚看板で準優勝。
卒業後は明治大学を経て全京城に入団。1940年の第14回都市対抗野球大会にエース投手として出場。高雄市団・仙台鉄道局・中山製鋼を連破し、決勝の大連実業団戦では田部武雄や近藤金光と投げ合い、バントヒット1本のみに抑える完封勝利で優勝を飾った。野村は4試合全てを完投し、大会最優秀選手賞である橋戸賞を獲得した。
戦後は1946年に野村清の登録名でセネタースに入団。しかし、1年で退団し、埼玉県の社会人野球チーム・豊岡物産に所属。この頃に野村武史と改名し、1947年の第18回都市対抗野球大会に7年ぶりに出場。天覧試合となった開幕戦では、岐阜商業時代の先輩や後輩が多数所属し、この大会で二連覇を達成する岐阜大日本土木と対戦。中原宏投手と投げ合い、1-3で敗れた。
翌1948年の第19回都市対抗野球大会ではエース投手・5番打者として出場。2回戦では後に毎日オリオンズでチームメイトとなる戸倉勝城右翼手と河内卓司遊撃手が主力の大洋漁業を、準々決勝では伊達正男一塁手兼任監督が率いる全大阪などを連破。準決勝ではこの大会で優勝する西日本鉄道と対戦。武末悉昌投手と投手戦を繰り広げ、前川忠男にスクイズを決められて失った1点が決勝点となり0-1で敗れたもののベスト4まで進出。
その後は東洋産業・大洋漁業などへ移籍してプレーし、1950年に毎日オリオンズへ入団しプロ復帰。荒巻淳・榎原好・佐藤平七・若林忠志らと共に先発投手陣を形成。この年はチーム最多となる27試合に先発、18勝4敗の好成績を残し、勝率.818で最高勝率のタイトルを獲得した。また日本シリーズでも3試合に登板して3勝をあげるなどの活躍でチームの日本一に大きく貢献。翌年はオールスターゲームに出場し、第2戦では先発投手として登板した。1952年に3年連続2桁勝利を記録。
1954年に新球団・高橋ユニオンズが設立されるとこれに移籍し、チームトップの滝良彦（16勝）に次ぐ15勝を挙げる。1955年4月にシーズン中にもかかわらず船橋市議会議員選挙に立候補したコーチ・上林繁次郎の選挙事務長に就任。上林は当選してコーチを辞任するが、これにより監督・浜崎真二との関係が悪化し、野村は遠征メンバーから外されるなどの仕打ちを受ける。シーズンではチーム4位の6勝（12敗）を記録するが、新たに監督に就任した笠原和夫から「選挙活動騒動」を起こした野村は構想外とされ、退団した。1956年に毎日に復帰するが、往年の力は発揮できずわずか1勝に終わり、この年限りで引退した。
1959年に千葉県船橋市議会議員選挙に出馬して当選。後に公明党へ入党して1983年まで議員を務めた。また、同市議会の22・27代副議長を務めた。

## 選手としての特徴
サイドスローで、球種はシュート、カーブ、落ちる球、シンカー（朝日新聞抜粋）。

## 詳細情報

### 年度別投手成績
| 年 度     | 球 団       | 登 板 | 先 発 | 完 投 | 完 封 | 無 四 球 | 勝 利 | 敗 戦 | セ 丨 ブ | ホ 丨 ル ド | 勝 率 | 打 者 | 投 球 回 | 被 安 打 | 被 本 塁 打 | 与 四 球 | 敬 遠 | 与 死 球 | 奪 三 振 | 暴 投 | ボ 丨 ク | 失 点 | 自 責 点 | 防 御 率 | W H I P |
| --------- | ----------- | ----- | ----- | ----- | ----- | -------- | ----- | ----- | -------- | ----------- | ----- | ----- | -------- | -------- | ----------- | -------- | ----- | -------- | -------- | ----- | -------- | ----- | -------- | -------- | ------- |
| 1946      | セネタース  | 3     | 3     | 0     | 0     | 0        | 1     | 2     | --       | --          | .333  | 48    | 8.0      | 13       | 0           | 14       | --    | 0        | 1        | 0     | 0        | 9     | 4        | 4.50     | 3.38    |
| 1950      | 毎日        | 34    | 27    | 15    | 1     | 1        | 18    | 4     | --       | --          | .818  | 934   | 217.1    | 258      | 13          | 47       | --    | 4        | 75       | 0     | 0        | 103   | 81       | 3.34     | 1.40    |
| 1951      | 毎日        | 38    | 21    | 11    | 3     | 1        | 13    | 12    | --       | --          | .520  | 874   | 207.2    | 202      | 14          | 52       | --    | 9        | 70       | 0     | 0        | 86    | 58       | 2.51     | 1.22    |
| 1952      | 毎日        | 39    | 27    | 8     | 1     | 2        | 16    | 9     | --       | --          | .640  | 792   | 195.1    | 193      | 11          | 43       | --    | 2        | 53       | 1     | 0        | 73    | 60       | 2.76     | 1.21    |
| 1953      | 毎日        | 30    | 16    | 2     | 0     | 2        | 3     | 9     | --       | --          | .250  | 505   | 122.0    | 140      | 6           | 23       | --    | 1        | 35       | 0     | 0        | 55    | 45       | 3.32     | 1.34    |
| 1954      | 高橋 トンボ | 45    | 36    | 19    | 1     | 5        | 15    | 23    | --       | --          | .395  | 1205  | 288.2    | 314      | 12          | 44       | --    | 3        | 104      | 0     | 1        | 143   | 104      | 3.24     | 1.24    |
| 1955      | 高橋 トンボ | 27    | 19    | 5     | 3     | 1        | 6     | 12    | --       | --          | .333  | 515   | 115.2    | 144      | 8           | 30       | 1     | 2        | 29       | 1     | 0        | 73    | 57       | 4.42     | 1.50    |
| 1956      | 毎日        | 14    | 6     | 0     | 0     | 0        | 1     | 2     | --       | --          | .333  | 180   | 45.0     | 43       | 6           | 5        | 1     | 0        | 9        | 0     | 0        | 19    | 18       | 3.60     | 1.07    |
| 通算：8年 | 通算：8年   | 230   | 155   | 60    | 9     | 12       | 73    | 73    | --       | --          | .500  | 5053  | 1199.2   | 1307     | 70          | 258      | 2     | 21       | 376      | 2     | 1        | 561   | 427      | 3.20     | 1.30    |

- 各年度の太字はリーグ最高
- 高橋（高橋ユニオンズ）は、1955年にトンボ（トンボユニオンズ）に球団名を変更

### タイトル
- 最高勝率：1回 （1950年）

### 記録
- オールスターゲーム出場：2回 （1951年、1952年）

### 背番号
- 25 （1946年）
- 13 （1950年 - 1953年、1956年）
- 18 （1954年 - 1955年）

### 登録名
- 野村 清（のむら きよし、1946年）
- 野村 武史（のむら たけし、1950年 - 1956年）